# コンゴテトラ
コンゴテトラ（学名：Phenacogrammus interruptus） は、カラシン目アレステス科 Alestiidae に属する、主に観賞用の熱帯魚。中央アフリカやコンゴが原産。

## 形態
体長約10 cm。尾びれ後端の中央付近が突出し、その先端が二つに裂けているのが特徴。体の割りに大きな鱗を持ち、メタリックに輝く体色が美しい。雄は鰭が伸びるが、雌は雄に比べて小型で、鰭が伸びず体色も地味である。アフリカ産のカラシンの中ではポピュラーな種類で、飼いやすく、熱帯魚店などでもよく見かける。
ただし、柔らかい水草は食べてしまうため、水草水槽で飼育する際は硬い水草を選ぶ必要がある。